# Andravida
Andravida (en grec: Ανδραβίδα, Andravída) és una ciutat a la unitat perifèrica d'Èlida al Peloponès, Grècia. La seva població és d'uns 4300 habitants. Es troba a uns 63 km al sud-oest de Patras i a 33 km a nord-oest de Pirgos. La població ha estat creixent constantment. El creixement anual de la població va ser d'entre 1% i 2% al segle xx, i és al voltant de l'1% en l'actualitat. L'àrea és majorment plana, i la principal utilització de la terra és l'agricultura. Hi ha boscos de pins a nord i boscos mixtes a l'est. Andravida està en la carretera nacional grega 9 (també Ruta europea E55) Patras-Pyrgos-Pilos. Andravida té estació de trens a la línia de Patras a Calamata, que es va inaugurar en la dècada de 1860. Hi ha una base militar de l'aviació a 2,5 km a l'est.

## Història

Escut del Principat d'Acaia.

La història antiga d'Andravida és obscura: el nom és de procedència desconeguda — s'han fet diverses propostes, la més probable de les quals deriva d'un nom eslau que voldria dir «lloc de les llúdrigues» - i el lloc no apareix esmentat abans de la conquesta pels cavallers de la Quarta Croada el 1205, tot i que ja existia certament abans. Segons la  Crònica de Morea , Andravida, com la majoria de les ciutats i regions del nord i l'oest del Peloponès, va ser capturat sense lluita el 1205 pel líder croat Guillem de Champlitte, i va ser allà on els magnats i senyors grecs locals d'Elis i dels les muntanyes d'Escorta i Mesarea li van retre homenatge i el van reconèixer com el seu senyor.
Poc després de la conquesta franca, Andravida (coneguda com a  Andreville en francès, Andrevilla en aragonès i Andravilla en italià) es va convertir en la residència dels prínceps del recentment establert Principat d'Acaia. Com assenyala el medievalista Antoine Bon, l'elecció d'Andravida com a capital de facto del principat es basava en la seva ubicació favorable: situada enmig de la fèrtil plana d'Elis, estava ben proveïda i podia mantenir cavalls, era situada prop de la principal ciutat portuària de Clarentza, però no a la costa i, per tant, no vulnerable a les incursions marítimes, i estava igualment lluny de les muntanyes del Peloponès central amb els seus rebels habitants. En conseqüència, malgrat la seva importància, mai no es va fortificar. La ciutat també es va convertir en la seu d'un bisbat catòlic, certificat des de 1212, que va assimilar el preexistent bisbat d'Olena (bisbat grec) i va conservar el nom d'aquest darrer.
Només queden algunes traces de la ciutat franca i la major part del testimoni sobre els seus edificis prové de fonts literàries: un palau per als prínceps; l'església de Sant Esteve, possiblement pertanyent als franciscans; l'església i l'hospici de Sant Jaume, atorgats a l'Orde Teutònica el 1241 i que servia com a lloc d'enterrament per a la Casa de Villehardouin; el convent de Sant Nicolau del Carmel; i l'església de Santa Sofia, al servei de l'Orde Dominicana i la més gran de totes, en virtut de la qual sovint servia com a lloc d'assemblees i parlaments de la noblesa del principat. Els viatgers de principis del segle xix com François Pouqueville i Jean Alexandre Buchon van informar que les tres esglésies encara existien en gran part, però avui només Santa Sofía sobreviu de manera considerable.
Igual que la resta de restes del Principat a Elis i Aquees, Andravida va ser conquistada pel despotat de Morea a finals de la dècada de 1420, segurament el 1429. El 1460 fou conquerida per l'Imperi Otomà i va romandre sota domini otomà, amb l'excepció d'un breu període venecià del 1686-1715, fins a la independència grega. Constantinos Andravidiotis, un dels caps de la guerra de la independència, era nadiu de la població.